# Allioideae
Allioideae este o subfamilie a plantelor cu flori monocot din familia Amaryllidaceae și ordinul Asparagales. Aceasta este compusă din 96 genuri împărțite în trei triburi (Allieae, Gilliesieae, Tulbaghieae). A fost tratată anterior ca o familie separată, anume Alliaceae. Tip de gen este Allium.